# Peter Barac
Peter Barac (* 14. April 1964 in Grafenstein; † 6. Juni 2025 in der Dominikanischen Republik) war ein österreichischer Fußballspieler.

## Karriere
Barac wechselte zur Saison 1983/84 vom TSV Grafenstein zum Bundesligisten SK Austria Klagenfurt. Sein Debüt in der 1. Division gab er im Dezember 1984, als er am 16. Spieltag der Saison 1984/85 gegen den LASK in der 78. Minute für Hannes Haubitz eingewechselt wurde. In sechs Spielzeiten bei der Klagenfurter Austria kam er zu über 100 Erstligaeinsätzen, ehe der Verein am Ende der Saison 1988/89 in die 2. Division abstieg.
Daraufhin schloss Barac sich zur Saison 1989/90 dem Erstdivisionär SK Vorwärts Steyr an. Mit den Oberösterreichern verbrachte er sieben Spielzeiten im Oberhaus, ehe er auch mit Steyr 1996 in die 2. Division abstieg. In diesen sieben Spielzeiten kam er zu über 170 Einsätzen für Steyr in der höchsten österreichischen Spielklasse. Nach dem Abstieg kehrte er zur Saison 1996/97 wieder zur inzwischen nur noch drittklassigen Austria Klagenfurt zurück. Nach einem halben Jahr in Kärnten wechselte er im Jänner 1997 zum oberösterreichischen Landesligisten SV Traun.
Zur Saison 1997/98 wechselte Barac zum Zweitligisten VSE St. Pölten. Für die Niederösterreicher spielte er fünf Mal in der 2. Division. Im Jänner 1998 schloss er sich dem Kärntner Landesligisten FC St. Veit an. Mit St. Veit stieg er am Saisonende in die Regionalliga auf. Im Jänner 1999 wechselte er zum ASKÖ Gurnitz, wo er schließlich auch seine Karriere beendete.
Nach seinem Karriereende als Aktiver war der Vater einer Tochter unter anderem zwölf Jahre lang als Systemerhalter in einer großen Nobel-Ferienanlage in der Dominikanischen Republik tätig, in der eine der dortigen Villen auch Falco gehörte. Seine dortige Tätigkeit begann er gleich im Anschluss an seine Zeit bei Vorwärts Steyr und war nur bei zeitweisen Heimataufhalten hier wieder im Amateurfußball aktiv. Nach seiner Zeit in der Karibik kehrte er nach Kärnten zurück und wurde in Klagenfurt in der Elektrobranche tätig.
Am 6. Juni 2025 starb Barac 61-jährig in seiner Wahlheimat, der Dominikanischen Republik.